# 艾蕾卡·韓蒙德
艾蕾卡·韓蒙德（1965年9月23日—）是一位格陵蘭政治家和格陵蘭前進黨領袖。她帶領的政黨在2013年格陵蘭議會選舉中成為最大黨，因而使韓蒙德成為格陵蘭首位女總理。

## 生平
韓蒙德於納薩克出生並在乌马纳克長大，她在7歲時其父親皮塔拉克·約漢森（格陵蘭語：Piitaaraq Johansen）便因為於打獵旅行時從冰上摔下而逝世。韓蒙德在1989年至1991年期間曾於伊魁特的努納武特北極學院就讀，其後亦曾於1991年至1993年在格陵蘭大學學習，但她並沒有完成其學業。
1993年，韓蒙德開始從事格陵蘭旅遊業工作，並在迪斯科灣擔任地區協調員。可是她在1994年由於故意提供一張之前因為濫用而遭到封鎖的信用卡，以支付她之前曾經使用過一間旅館房間所產生的5000丹麥克朗費用，結果在1996年被判詐騙罪。隨後韓蒙德在1995年成為內閣秘書處當中的資訊官員，並在1996年至1999年間轉而從事努克旅遊業工作。之後她在1999年至2003年期間擔任因紐特北極圈會議委員，並曾於2002年北極冬季運動會工作，而她亦在2004年至2005年間在卡科爾托克從事導遊工作。
韓蒙德於2005年11月首次當選成為格陵蘭議會議員，並獲任命為家庭和司法部部長。她隨後在2007年擔任財政和外交部部長，但於2008年因為政府預算產生巨大赤字並引起示威而宣佈辭職。
當進步黨在2009年議會選舉中遭遇失敗後，韓蒙德接替漢斯·埃諾克森成為該黨領袖，並隨後於2013年議會選舉中得到歷來最高的個人票數。當她成為格陵蘭首位女總理後，韓蒙德希望格陵蘭能夠成為一個獨立國家，她表示：「我們正在考慮於精神上建立一個國家。我們將會作為人們而站起來和要求應有的東西。我們將會對我們和我們的家庭負起責任，而作為政治家我們亦將會對我們的國家負起責任。」此外，韓蒙德也是一名新使徒教會（New Apostolic Church）成員。她於2014年9月因開支醜聞離職。
隨後她於2015年當選丹麥國會格陵蘭議席的議員之一，2017年因濫用議員信用卡亦遭開除黨籍，最後於2019年卸任。